# Beatmania (serie)
Beatmania (ビートマニア  Bīttomania?) fue una serie de videojuegos de tipo simulador de DJ introducidos por Konami en 1997. Fue su primer videojuego, beatmania, el cual lo llevó al éxito, iniciando y nombrando a la vez la exitosa desarrolladora de videojuegos de género musical y ritmo nombrado por aquel entonces Games & Music Division (actualmente conocido como Bemani). Tiempo después también tuvo otras variaciones como beatmania III y beatmania IIDX.

## Modo de juego

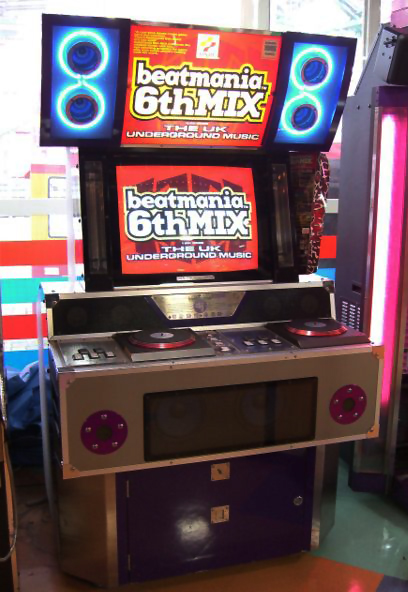
Un modelo de beatmania.Beatmania

El jugador dispone de una plataforma la cual consiste de cinco botones y un disco giratorio. Tras seleccionar una canción,  se visualiza en la pantalla dos pistas de notas fijas compuestas de cuatro filas, ambas alineadas una a la izquierda y otra a la derecha. en el medio se puede ver la animación de la canción previamente seleccionada, la cual suele ser siempre diferente con respecto a cada secuela.
Dentro de cada pista, una serie de notas en forma de rayas (-), caen desde la parte superior de la pantalla hacia un marcador de color rojo en la parte inferior de la misma, el cual cada vez que una nota se superpone encima del marcador, el jugador debe presionar la tecla correspondiente (teclas blancas para las notas blancas y teclas negras para las notas azules), y en cuanto al disco (notas rojas), se debe girar hacia un lado. Si las notas vienen de manera seguida, se debe girar de un lado a otro. Ejecutando las notas de manera adecuada, hará que el GROOVE GAUGE ubicado en la parte inferior se incremente poco a poco.
Debido a que beatmania no soporta detenciones de tiempo, todas las canciones que provienen de otro juego que sí lo tenía son compensadas con los cambios de velocidad.
Tras finalizar una canción, aparece luego la tabla de resultados, en donde se muestra la cantidad de puntaje, los niveles de rendimiento clasificados en P-Greats (Perfect Greats, Just Greats o Greats resplandescientes), Greats, Goods, Bads y Poors y dos gráficos lineales (uno por cada jugador) que sirven para medir la precisión de cada jugador, de la cual es generado a partir de la barra de energía. Para ganar una etapa o stage, es necesario que la barra de energía esté al menos en un 80%, marcado de color rojo. Si el jugador no lo consigue, terminará fallando la canción y se dará por finalizado el set.

## Lista de entregas
La siguiente lista muestra las entregas de la saga, incluyendo tanto versiones arcade como versiones para consola:

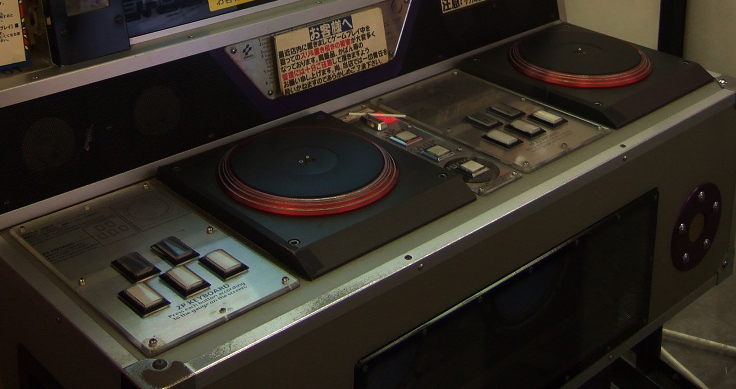
Los controles están compuestos por cinco teclas (dos arriba y tres abajo) y un disco giratorio por cada jugador.

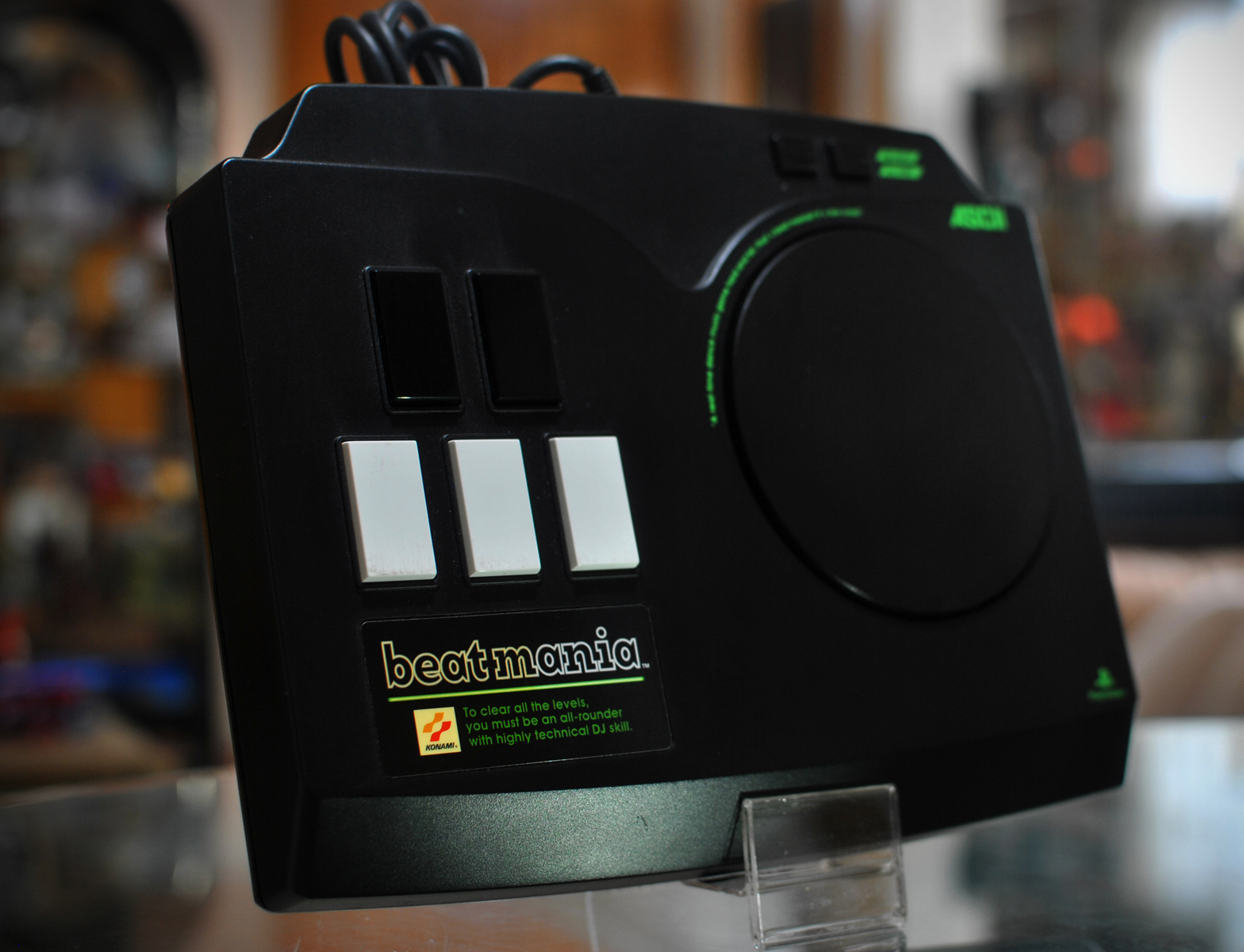
Controlador oficial de beatmania para PlayStation.

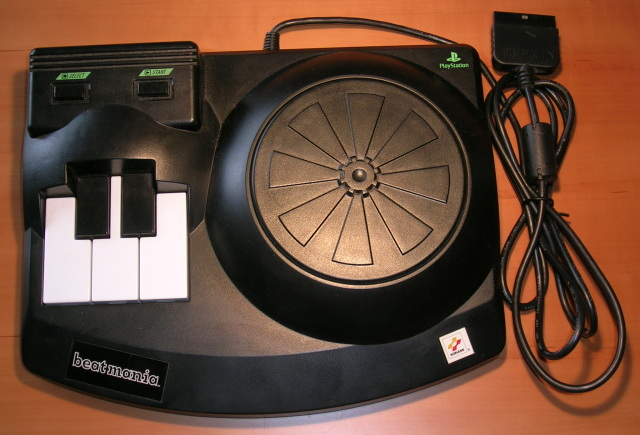
Una versión europea del controlador para la misma consola.

### Arcade (AC)
- beatmania (10 de diciembre de 1997)
- beatmania 2ndMIX (18 de marzo de 1998)
- beatmania 3rdMIX (28 de septiembre de 1998)
- beatmania completeMIX (19 de enero de 1999)
- beatmania 4thMIX ~the beat goes on~ (26 de abril de 1999)
- beatmania 5thMIX ~Time to get down~ (22 de septiembre de 1999)
- beatmania completeMIX 2 (27 de enero de 2000)
- beatmania ClubMIX (28 de marzo de 2000)
- beatmania featuring DREAMS COME TRUE (31 de mayo de 2000)
- beatmania CORE REMIX (28 de noviembre de 2000)
- beatmania 6thMIX -THE UK UNDERGROUND MUSIC- (11 de julio de 2001)
- beatmania 7thMIX -keepin' evolution- (31 de enero de 2002)
- beatmania THE FINAL (26 de julio de 2002)

### Consola (CS)

#### PlayStation
- beatmania CS / beatmania APPEND YebisuMIX (1 de octubre de 1998)
- beatmania APPEND 3rdMIX (23 de diciembre de 1998)
- beatmania APPEND 4thMIX ~the beat goes on~ (9 de septiembre de 1999)
- beatmania APPEND 5thMIX ~Time to get down~ (2 de marzo de 2000)
- beatmania APPEND ClubMIX (21 de diciembre de 2000)
- beatmania featuring DREAMS COME TRUE (21 de julio de 2000)
- beatmania APPEND GOTTAMIX (29 de mayo de 1999)
- beatmania BEST HITS (27 de julio de 2000)
- beatmania APPEND GOTTAMIX2 ~Going Global~ (7 de septiembre de 2000)
- beatmania THE SOUND OF TOKYO! (29 de marzo de 2001)
- beatmania 6thMIX + CORE REMIX (31 de enero de 2002)

#### Game Boy Color
- beatmania GB (11 de marzo de 1999)
- beatmania GB2 GatchaMIX (25 de noviembre de 1999)
- beatmania GB GatchaMIX2 (28 de septiembre de 2000)

#### WonderSwan
- beatmania for WonderSwan (28 de abril de 1999)

## Variaciones en otros países
Hubo diferencias de título en otros países como en Estados Unidos, el cual había sido nombrado como HipHopMania. El nombre de hiphopmania solo fue usado tres veces, uno en la primera entrega y los demás aparecieron como HipHopMania complete Mix y HipHopMania complete Mix 2.
En cuanto a Corea del sur, el nombre se había cambiado a beatstage, el cual únicamente tuvo apariciones como: Beatstage, beatstage 3rdMIX, beatstage CompleteMIX, beatstage 4thMIX ~the beat goes on~ y beatstage 5thMIX ~Time to get down~.

## Variantes de beatmania
- beatmania III es una de las variantes, en donde se agrega un pedal en sus controles. Los datos del jugador se graban en disquetes de 3 1/2.
- beatmania IIDX agrega dos teclas más a los controles y tiene un nuevo sistema de efectos. A diferencia del beatmania original y del III, que ambas ya no tienen soporte, IIDX agrega más opciones, cambia la ubicación del disco del jugador izquierdo, e introduce las CHARGE NOTES y HELL NOTES en SIRIUS y copula, respectivamente. Posteriormente Konami finaliza el soporte a sus dos series, para así enfocarse en IIDX.